# Dymasius turgidulus
Dymasius turgidulus es una especie de escarabajo del género Dymasius, familia Cerambycidae. Fue descrita científicamente por Holzschuh en 1991.
Habita en Sri Lanka. Los machos y las hembras miden aproximadamente 13,9 mm. El período de vuelo de esta especie ocurre en el mes de marzo.